# Round Rock (Britanski Djevičanski otoci)
Round Rock (Okrugli kamen) je nenaseljeni otok na Britanskim Djevičanskim otocima, južno od Virgin Gordea i istočno od Otoka đumbira i blizu otoka pali Jeruzalem.
Otok je stanište za Anolis cristatellus (Anolis cristatellus wileyae), Pholidoscelis exsul (Ameiva exsul exsul), vrstu skinka (Mabuya mabouya sloanel) i macaklina (Sphaerodactylus macrolepis macrolepis).